# Paphora robustior
Paphora robustior là một loài bọ cánh cứng trong họ Cerambycidae.